# 蜻蜓兰
蜻蜓兰（学名：Tulotis fuscescens），为兰科蜻蜓兰属下的一个植物种。